# Эйхгорн, Иоганн Готфрид
Иоганн Готфрид Эйхгорн (нем. Johann Gottfried Eichhorn; 16 октября 1752, Дёрренциммерн — 27 июня 1827, Гёттинген) — немецкий протестантский теолог и востоковед.
Эйхгорн получил образование в государственной школе в Вейкерсхейме, где его отец был директором, в гимназии в Хайльбронне, и в Гёттингенском университете (1770—1774), где его учителем был Михаэлис. В 1774 он получил должность ректора гимназии в Ордуфе, в герцогстве Гота, и в следующем году был назначен преподавателем восточных языков в Йене. После смерти Михаэлиса в 1788 году он был избран ординарным профессором в Геттингене, где читал лекции не только по восточным языкам и по толкованию Ветхого и Нового Заветов, но также и по политической истории. Здоровье Эйхгорна было подорвано в 1825 году, но он продолжал свои лекции, пока не слёг с лихорадкой 14 июня 1827 года; он умер 27 числа того же месяца.
При жизни Эйхгорн считался основателем изучения Ветхого Завета, но его отношение к предмету его исследования было неоднозначным. Основу его взглядов составляло то, что все так называемые «чудеса», касающиеся Ветхого и Нового Заветов, могут быть объяснимы с точки зрения науки. Он стремился изучать их с точки зрения древнего мира и сопоставлять с различными суеверными представлениями, которые были тогда весьма распространены. Он не чувствовал в библейских книгах важных религиозных идей — они интересовали его просто как исторические материалы, причём он расценивал многие книги Ветхого Завета как поддельные, подвергая сомнению их подлинность, и предполагал, что канонические евангелия являются переводами одного арамейского евангелия. Другим важным научным интересом Эйхгорна была исламская нумизматика.
Сын Иоганна Готфрида Эйхгорна Карл Фридрих — известный немецкий юрист, представитель исторической школы права.